# Скіфи-ДонНТУ
«Скіфи» (англ. Skifs) — клуб американського футболу з міста Донецьк. Один з самих старіших українських клубів. Найтитулованіший клуб України. 14-разовий Чемпіон України. Домашній стадіон — «Шахтар» (Донецьк, 30 000 місць).

## Історія
Команда з'явилася в у березні 1990 року під назвою «Зубри». У цей час відбулося перше тренування команди на стадіоні біля площі «Перемоги». У змаганнях команда брала участь уже під назвою «Донецькі Зубри».
15 серпня 1990 року на стадіоні «Шахтар» команда провела першу гру з командою «Московські Маги». У цій грі ресивер Ігор Дюдин виконав перший тачдаун в історії українського американського футболу. У вересні 1990 року команду почав тренувати американський тренер Роберт Джеймс Кук. У січні 1991 року команда посіла третє місце на турнірі «Сніжний Кубок Кремля» (першому турнірі з американського футболу між командами Радянського Союзу, що проводились у Москві).
У червні 1991 року команда перейменована в «Скіфи». В 1991 році «Донецькі Скіфи» брали участь у єдиному чемпіонаті СРСР з американського футболу. В 1992 році команда брала участь у першому чемпіонаті СНД з американського футболу й посіла третє місце. В 1992 році команда їздила до США, де брала участь у показових матчах, але результатів не домоглася.
У липні 1992 року «Донецькі Скіфи» на донецькому стадіоні перемогли збірну команду організації «Християнство й спорт» зі США. Це перша в історії українського американського футболу перемога над країною-родоначальником цього виду спорту. У листопаді 1996 року команда була перейменована на «Скіфи-ДонНТУ». З 1994 по 2003 рік команда посідала перше місце в чемпіонатах України з американського футболу.
У 2004 році змінилося керівництво клубу й команда була перейменована на «Варяги-Політехнік».
10 квітня 2010 року відбулася остання гра Варягів, з рахунком 73 на 6 повалені київські Jets. З 11 квітня команда повернула собі стару назву «Скіфи-ДонНТУ». 26 червня 2010 року команда стала чемпіоном України.
Станом на квітень 2015 року тренери команди — Непогодін Сергій Олександрович та Корнєв Сергій Володимирович, граючий тренер Нікітін Дмитро Володимирович.

## Досягнення
- Чемпіонат України (Суперліга 11×11)
  -  Чемпіон (14): 1994, 1995, 1996, 1997, 1998, 1999, 2000, 2001, 2002, 2003, 2008, 2010, 2011, 2012
  -  Срібний призер (3): 1993, 2004, 2013
  -  Бронзовий призер (1): 2009